# Vasile Teodosiu
Vasile Teodosiu (ur. 21 grudnia 1916 w Bukareszcie, zm. 12 kwietnia 1989) – rumuński lekkoatleta, maratończyk. Reprezentant kraju podczas igrzysk w Helsinkach (1952) zajął 41. miejsce w maratonie z wynikiem 2:46:00,8. Rekord życiowy w maratonie 2:33:10 osiągnął w 1960.
Złoty medalista mistrzostw Rumunii.
Pięciokrotny rekordzista kraju w biegu maratońskim:
- 2:46:40,0 (11 października 1940, Bukareszt)
- 2:40:47,8 (22 października 1949, Koszyce)
- 2:39:48,4 (29 października 1950, Koszyce)
- 2:35:30,2 (4 października 1953, Bukareszt)
- 2:33:10,0 (25 września 1960, Bukareszt)